# Thomas Newman
Thomas Montgomery Newman (Los Angeles, 20 de Outubro de 1955) é um compositor estadunidense. Thomas foi indicado 14 vezes ao Oscar de melhor trilha sonora original.

## Carreira
Amigo de Sam Mendes, Newman fez a parceria com ele desde 1999: Beleza Americana (American Beauty) (1999) (o primeiro filme da parceria Newman e Mendes), Caminho para Perdição (Road to Perdition) (2002), Máquina Zero (Jarhead) (2005), Revolutionary Road (2008), 007 - Skyfall (Skyfall) (2012), 007 - Spectre (Spectre) (2015) e 1917 (2019).